# Illuminati (spel)

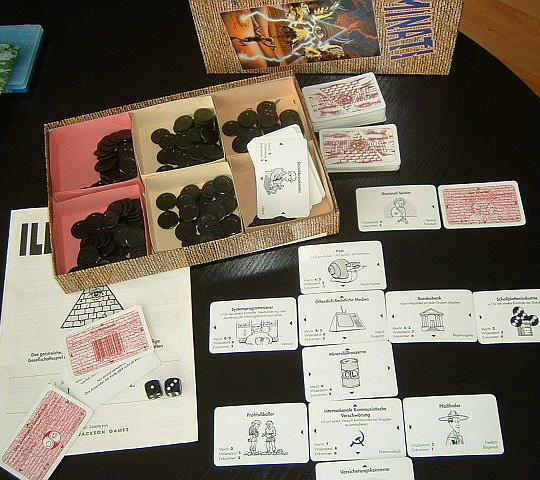
Illuminatispel, originalversionen

Illuminati är ett kortspel där spelarna representerar olika så kallade Illuminati, som i det fördolda kontrollerar grupper och kända personligheter för att nå sina egna mystiska mål. Spelet konfronterar konspirationsteorier på ett humoristiskt sätt och är ett av företaget Steve Jackson Games första succéer. Det finns ett nytryck (i färg) med namnet Deluxe Illuminati och även en expansion Illuminati Y2K med 110 nya kort.
Spelet finns i två olika versioner. Det första (vilket är det man vanligtvis menar) kan delvis liknas vid ett brädspel eftersom man spelar ut korten i en struktur framför sig. Det andra, INWO (Illuminati New World Order), är ett samlarkortspel med ett något annorlunda upplägg. 